# Stadio Artemio Franchi (Siena)
Stadio Artemio Franchi je višenamjenski stadion koji se nalazi u talijanskom gradu Sieni te je dom istoimenog prvoligaša AC Siene. Izgrađen je davne 1923. godine te ima kapacitet 15.373 mjesta. Službeno je otvoren 8. prosinca 1938. prijateljskom utakmicom između domaćina Siene i Empolija. Već nakon tri dana Siena je ondje odigrala i prvu službenu utakmicu u Serie B protiv Pise.
Sam stadion je dobio naziv po Artemiju Franchiju, bivšem predsjedniku Talijanskog nogometnog saveza i UEFE. U zemlji postoji još jedan istoimeni Stadio Artemio Franchi kojeg koristi Fiorentina.
Zbog sponzorskih razloga, naziv stadiona je u ljeto 2007. promijenjen u Stadio Artemio Franchi – Montepaschi Arena jer je klupski sponzor postao Monte dei Paschi di Siena, jedna od najstarijih banaka na svijetu i treća po veličini u Italiji.
Tijekom ožujka 2011. godine, AC Siena je najavila planove za izgradnjom novog stadiona na južnom dijelu grada kod Isola d’Arbije. Novi stadion bi imao kapacitet 20.000 mjesta a revolucionarni dizajn koji bi obuhvaćao teren ispod zemlje je već nagrađen nagradom MIPIM AR Future Projects Award.

## Vanjske poveznice
- Transfermarkt.com - Artemio Franchi - Montepaschi Arena  Arhivirana inačica izvorne stranice od 22. veljače 2014. (Wayback Machine)